# Karl-Erik Köhler
Karl-Erik Köhler, auch Erich Koehler (* 3. Dezember 1895 in Mannheim; † 8. Dezember 1958 in Rheine) war ein deutscher General der Kavallerie im Zweiten Weltkrieg.

## Leben
Karl-Erik Köhler trat am 2. August 1914 als Kriegsfreiwilliger in das Dragoner-Regiment 24 ein und diente als Offizier im Ersten Weltkrieg. Ende Dezember 1915 wurde er im Ulanen-Regiment 11 zum Leutnant ohne Patent (Patent 24. März 1915) befördert. Während des Krieges wurde er u. a. mit dem Eisernen Kreuz I. Klasse und dem Ritterkreuz II. Klasse mit Schwertern des Ordens vom Zähringer Löwen ausgezeichnet.
Nach Ende des Krieges wurde er in die Reichswehr übernommen. Er wechselte 1922 vom 11. Reiter-Regiment in den Stab des 7. Reiter-Regiments. Am 1. April 1930 wurde er im 3. Eskadron des Regiments zum Rittmeister befördert. Später war er im Generalstab der 4. Infanterie-Division.
In der Wehrmacht war er ab 10. November 1938, im August 1938 zum Oberstleutnant befördert, in das OKH, später in das Allgemeine Heeresamt nach Berlin kommandiert und blieb dort auch zu Beginn des Zweiten Weltkrieges. Mitte Februar 1940 wurde er Chef des Stabes im Allgemeinen Heeresamt. In dieser Position wurde er am 1. August 1940 (Patent 1. April 1940) zum Oberst ernannt. Anfang März 1941 wurde er Chef des Stabes beim Befehlshaber des Ersatzheeres. Nacheinander zum Generalmajor (1. April 1942) Am 30. März 1943 erhielt er das Kommando über die 306. Infanterie-Division an der Ostfront und wurde in dieser Position am 1. Juni 1943 zum Generalleutnant befördert. Im Januar 1944 wurde er durch Oberst Karl Bär als Kommandeur vertreten und kehrte nach dessen Tod Mitte Januar 1944 als Kommandeur zurück. Im April 1944 war er für zwei Wochen Vertreter der Generals der Fallschirmtruppe Bruno Bräuer als Kommandant der Festung Kreta und anschließend in die Führerreserve versetzt. Am 4. Mai 1944 wurde Köhler für die vorangegangene Führung der 306. Infanterie-Division das Ritterkreuz des Eisernen Kreuzes verliehen.
Mitte August 1944 übertrug man ihm die Führung des XXXIII. Armeekorps, das als Besatzung in Mittelnorwegen ohne Kriegshandlungen diente und beförderte ihn am 9. November 1944 zum General der Kavallerie. Im April und Mai 1945 wurde er noch zum Kommandierenden General das XX. Armeekorps ernannt, das im Rahmen der 12. Armee führend am Ausbruch des Kessels von Halbe beteiligt war. In der Stellung als Kommandierenden General ging er mit den Resten des XX. Armeekorps in alliierter Kriegsgefangenschaft.